# Знаменське-Губайлово
Зна́менське-Губа́йлово (рос. Знаменское-Губайлово) — колишня шляхетська садиба XVIII—XIX ст. у Росії, в Підмосков'ї, нині в межах м. Красногорська.

## Історія садиби
Перша згадка належить до початку XVII ст. — як пустовщина Губайлово Горетового стану Московського повіту. Землі сучасної садиби були передані царем Михайлом Федоровичем із палацових володінь у власність боярину Семенові Василевичу Волинському (нащадку Дмитра Волинця-Боброка — учасника Куликовської битви) ще на початку XVII ст. Його племінник Іван Федорович Волинський, успадкувавши маєток, у 1683—1684 роках збудував там скромну церкву у честь ікони Знамення Пресвятої Богородиці з невеличкою трапезною та дзвіницею. З того часу маєток і отримав назву «Знаменське».

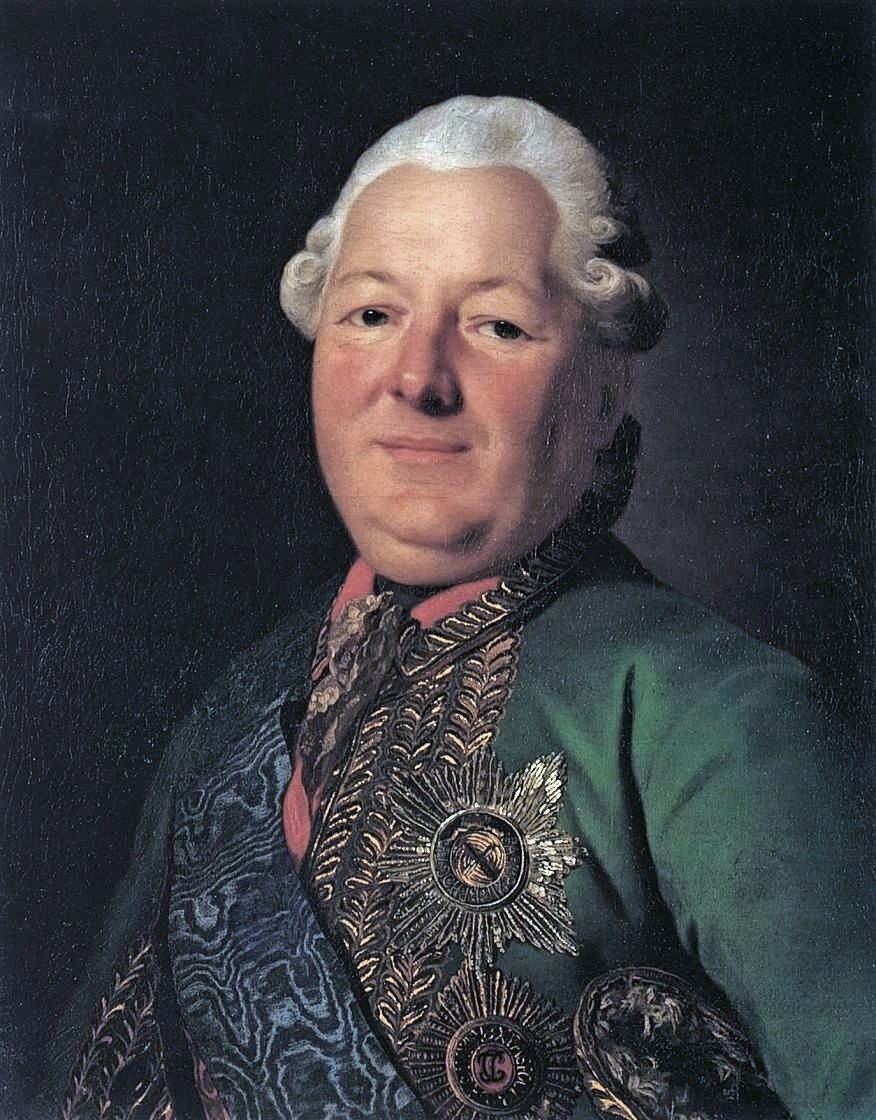
В. М. Долгоруков-Кримський

У 1743 році маєток переходить до В. М. Долгорукова-Кримського (1722—1782), який одружився з правнучкою І. Ф. Волинського Настасією Василівною. 1771 року було перебудовано, а 1773 року освящено церкву. На церемонії були присутні імператриця Катерина ІІ з цесаревичем Павлом. Храм відрізнявся підкресленим вертикалізмом і строгістю композиції, що було навіяне, очевидно, дерев'яним будівництвом Давньої Русі. Він був невеликий, мав форму хреста. Середня частина мала три яруси, знизу була чотирикутна, звужувалася догори й завершалася банею з вузькою шийкою. За криласами, на сходинку вищі основної підлоги, знаходилися особливі місця для високих осіб, оббиті сукном та обґратовані. У храмі був відсутній традиційний іконостас — ікони були розташовані у кам'яних арках. З перебудови храму й починається будівництво садиби князя, яка виросла навколо храму. Після кончини власника садиба переходить його синові Василю Долгорукову (1752—1812). На 1800 р. тут знаходилися панський кам'яний одноповерховий будинок зі службами, регулярний парк з рибним ставком. Надалі були влаштовані два обширних пейзажних парки з павільйонами, «ермітажем», гротами. На краю регулярного парку поставлено оранжерею у стилі псевдоготики. У 1812 році на території садиби розташовувався польовий госпіталь для офіцерів. Померлі були поховані в огорожі Знаменського храму, з'явився військовий некрополь. Після кончини В. В Долгорукова 1812 року маєток переходить до його дружини Катерині Федорівні Долгорукової. 1826 року в храмі було встановлено два барельєфи, які В. М. Долгоруков-Кримський вивіз з Кафи 1771 року: «Святий Георгій» (1330 р.) і «Марія Магдалина в оточенні двох янголів» (1352 р.). Після того як на початку XX ст. стару церкву було перебудовано, барельєфи було перенесено до контори власника Знаменської мануфактури Полякова, який згодом передав їх до Імператорського Російського історичного музею.
З 1836 року власники садиби часто змінюються: П. С. Деменков, Харитонов, Галлер, К. С. Орлов, нарешті у 1885 році садиба переходить до купців-промисловиків Полякових. За О. Я. Полякова садиба зазнає перебудови, а 1905 року храм теж перебудовують у псевдоросійському стилі. Храм XVIII ст. не був повністю розібраний: з боків його оточили прибудови псевдоросійського стилю, так само було перероблено й верх церкви. Після кончини Полякова 1907 року, його син, С. О. Поляков (1874—1943) став останнім власником садиби. Він вважається найяскравішим представником родини й особливо прославився своєю меценатською діяльністю. Він був всебічно обдарованою людиною. Закінчив Московський університет з дипломом І ступеня. Засновав видавництво «Скорпион», де друкувалися відомі поети-символісти. У 1904—1909 роках видавав часопис Весы. Після 1917 року працював у Московській спілці письменників скарбником. Надавав матеріальної допомоги багатьом нужденним літераторам, у тому числі О. Е. Мандельштаму. За С. О. Полякова садиба стає одним із культурних центрів, пов'язаним з поетами-символистами. Тут часто бували В. Я. Брюсов, К. Д. Бальмонт, Ю. К. Балтрушайтіс. Регулярно відвідували маєток Андрій Бєлий і художники «Блакитної троянди» С. Ю. Судейкін, М. П. Феофілактов, В. Д. Міліоті. Близько 1910 року С. О. Поляков будує на цвинтарі над могилою батька капличку-усипальницю. Після 1917 року Знаменську мануфактуру разом з маєтком націоналізовано.
Церкву закрито й спотворено. У 1930-х роках були втрачені дзвіниця, восьмерик, цвинтар-некрополь з надгробками, церковна огорожа. У храмі розмістили робітничий гуртожиток Павшинського заводу. Згодом там розташовувалися друкарня, надалі — бюро подорожей і екскурсій.
За радянських часів флігелі садиби займали різні установи (міська автоінспекція, народний суд, прокуратура та ін.) Восени 1941 року в головному будинку садиби розташовувався штаб одного із партизанських загонів.
Служби у храмі поновилися наприкінці 1993 року — спочатку у капличці, з зими 1994 р. — у самому храмі. Тоді ж почалася реставрація храму. 1993 року при храмі відкрито недільну школу.

## Сучасність
Нині садиба Знаменське-Губайлово знаходиться посеред міста Красногорська, територію садиби розділяє на дві частини Волоколамське шосе. Краще збереглася частина ансамблю, розташована на північ від дороги. Тут стоять більшість будов — Знаменський храм, головний будинок, два житлових флігелі, господарський флігель та кінний двір. Із будов південної половини зберігся тільки будинок управителя. На території садиби планується створити краєзнавчий музей.

## Ансамбль садиби

### Головний будинок

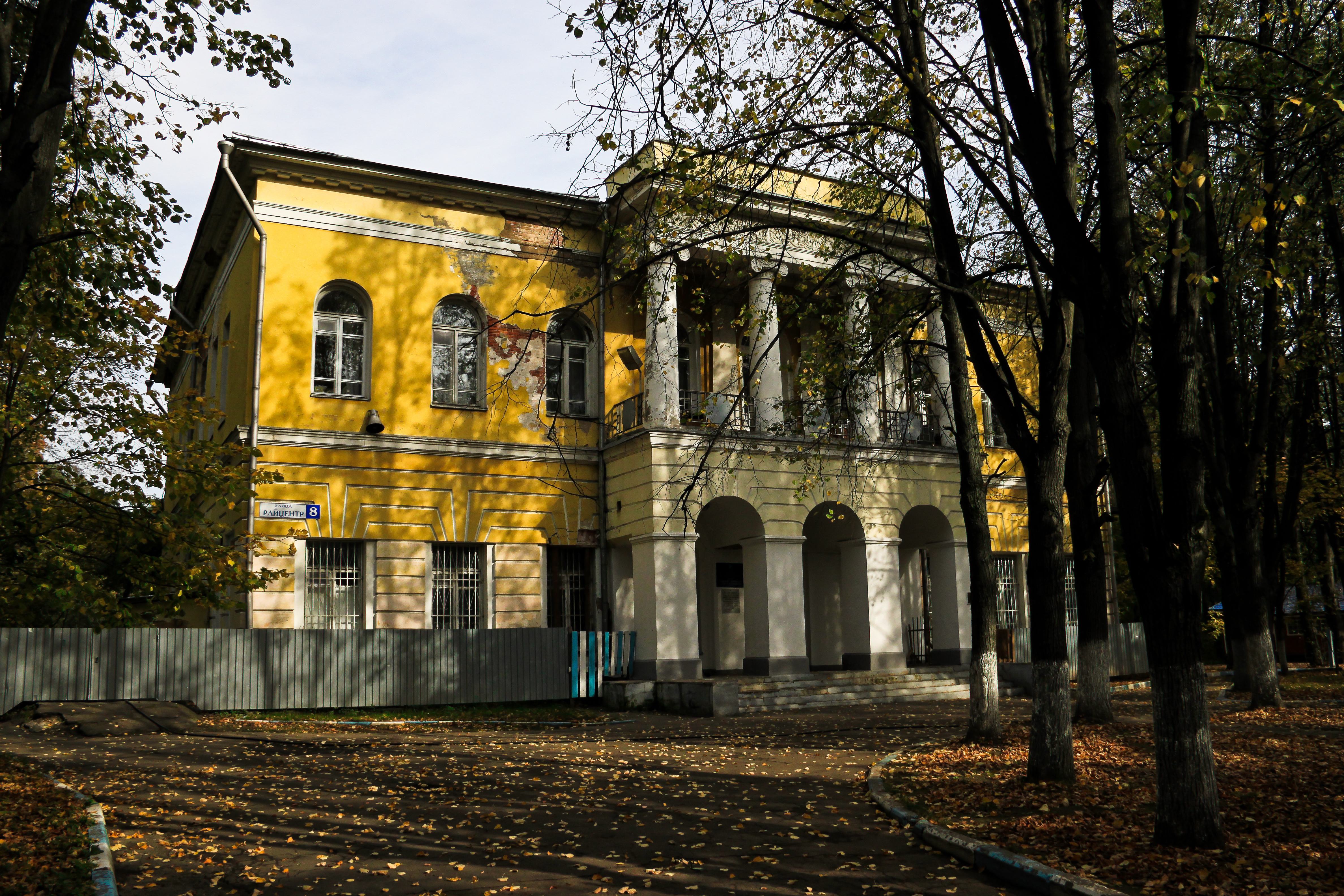
Головний будинок

Головний будинок на склепінчастих підвалинах збудовано одноповерховим у 1780-х роках. Автором садибних будов, був можливо, один із московських будівничих, бо будинок певною мірою повторював московський особняк князя В. М. Долгорукова на вулиці Велика Дмитровка (нині відомий як Будинок Союзів з відомою Колонною залою). У початку XX ст. його було надбудовано та реконструйовано у стилі неоампір, при цьому збережено класицистичну основу будівлі. Високі вікна першого поверху оформлені плоскими нішами. У сторону парку півкругом виступає парадна зала, за нею — мініатюрний аванзал та вестибюль. Декоративна ліпнина покриває фризи центральних ділянок стін обох фасадів. Особливо гарно виглядає вона на півкруглому виступі стіни з боку парку. Головний фасад (з боку шосе) прикрашено невеличким іонічним портиком, який спирається на аркаду нижнього поверху. Із внутрішніх оздоб збереглися лише кутові печі та витягнуті карнизи. За радянських часів тут був будинок піонерів, зараз у будівлі розташовано центр дитячої творчості.

### Східний флігель
Парні цегляні службові флігелі були збудовані услід за головним будинком і теж первісно були одноповерховими. Їхні фасади прикрашали невеличкі портики з спарованих колон римсько-коринфського ордеру. У другій половині XIX — початку XX ст. флігелі було надбудовано другим поверхом. Східний флігель оформлено у стилі неокласицизму, він мав великий чотириколонний портик з одного фасаду й веранду у вигляді відкритої півциркульної колонади, на яку спирався балкон з другого.

### Західний флігель
Західний флігель був також збудований наприкінці XVIII ст. одноповерховим, на початку XX ст. отримав новий дерев'яний портик з фронтоном. Зберігся головний фасад, прикрашений портиком з терасами і фронтоном, під яким розташована лоджія. За радянських часів тут були приміщення народного суду. У 2006 році там сталася пожежа, на теперішній час будівлю відновлено, другий поверх після реставрації став кам'яним. Планується створити у цьому приміщенні музей.

### Церква Знамення
Сучасна церква в Знаменському-Губайлові збудована 1905 року, реставрована у 1990-х. Церкву початку XX ст. стилізовано під храм XVII ст. Архітектура будови вельми нарядна. Її прикрашають білені наличники кількох типів, пучки наріжних колонок, кокошники та ширинки, які гарно сполучуються зі тлом червоноцегляних стін. Служби у храмі поновилися наприкінці 1993 року — спочатку у капличці, з зими 1994 р. — у самому храмі. 1994 року почалася реставрація храму, у 1995—1998 роках під керівництвом Л. Бєлової були відновлені дзвіниця та восьмерик. Розписи початку XX ст. не збереглися, тому їх довелося писати наново. Над воротами встановили ікону Знамення, виконану у техніці енкаустики. 29 квітня 2001 року відроджений храм був освящений архієпіскопом Григорієм. На колишньому некрополі (цвинтарі) мармурові пам'ятні дошки у пам'ять подвигів російської зброї — від князя Володимира, князя Олександра Невського та Північної війни до Великої Вітчизняної війни. Там же — пам'ятник захисникам Вітчизни, відкритий у травні 2005 р.
Прямо за церквою — каплиця-усипальниця О. Я. та О. І. Полякових. Зведена близько 1910 року архітектором І. Бондаренко за участю В. Владимирова над гробом О. Я. Полякова. Вона була прикрашена художнюю керамікою Абрамцевського гончарного заводу й є унікальною пам'яткою неоруського стилю. Двосхилий дах покрито черепичною криволінійною покрівлею, поперек гребеня колись було три бані. Дуже гарний західний фасад будови з виразистим об'ємним порталом, прикрашеним майолікою. Тимпан над порталом займав текст ритуального напису. Зараз каплиця відновлюється.
Поруч церкви, на дворі — православна дитяча Свято-Георгіївська гімназія, відкрита в 2001 році. 1994 року на її базі недільної школи при храмі спільно з Адміністрацією району засновано муніципальний Центр духовной культури (ЦДК), що став одним із переможців всеросійського грантового конкурсу «Новий день», організованого за участю Дитячого фонду ООН UNICEF. При Центрі створені дитячий театр «Слово», молодіжний ансамбль патріотичної пісні, ансамбль військових барабанщиків. Вихованці ЦДК не раз ставали лауреатами та дипломантами районних, обласних та всеросійських фестивалів, нагороджені патріаршими грамотами.

### Інші будови
Неподалік садиби, біля Палацу Культури «Підмосков'я» збреглася будова «Кінного двору», збудована на межі XVIII—XIX ст. Господарський флігель на сході садиби — на стадії реставрації.

### Парк
Навколо будов садиби колись розташовувалися регулярний та пейзажний парки. Півнична частина парку «Знаменське-Губайлово» стала міським парком м. Красногорська. Деякі дерева в ньому пам'ятають поетів-символістів. На березі ставків міського парку збудовано «Зелений театр». На міські свята тут проходять концерти та дискотеки. Південна частина садибного парку (за Волоколамським шосе) теж є невеликим парком зі ставком.

## Галерея

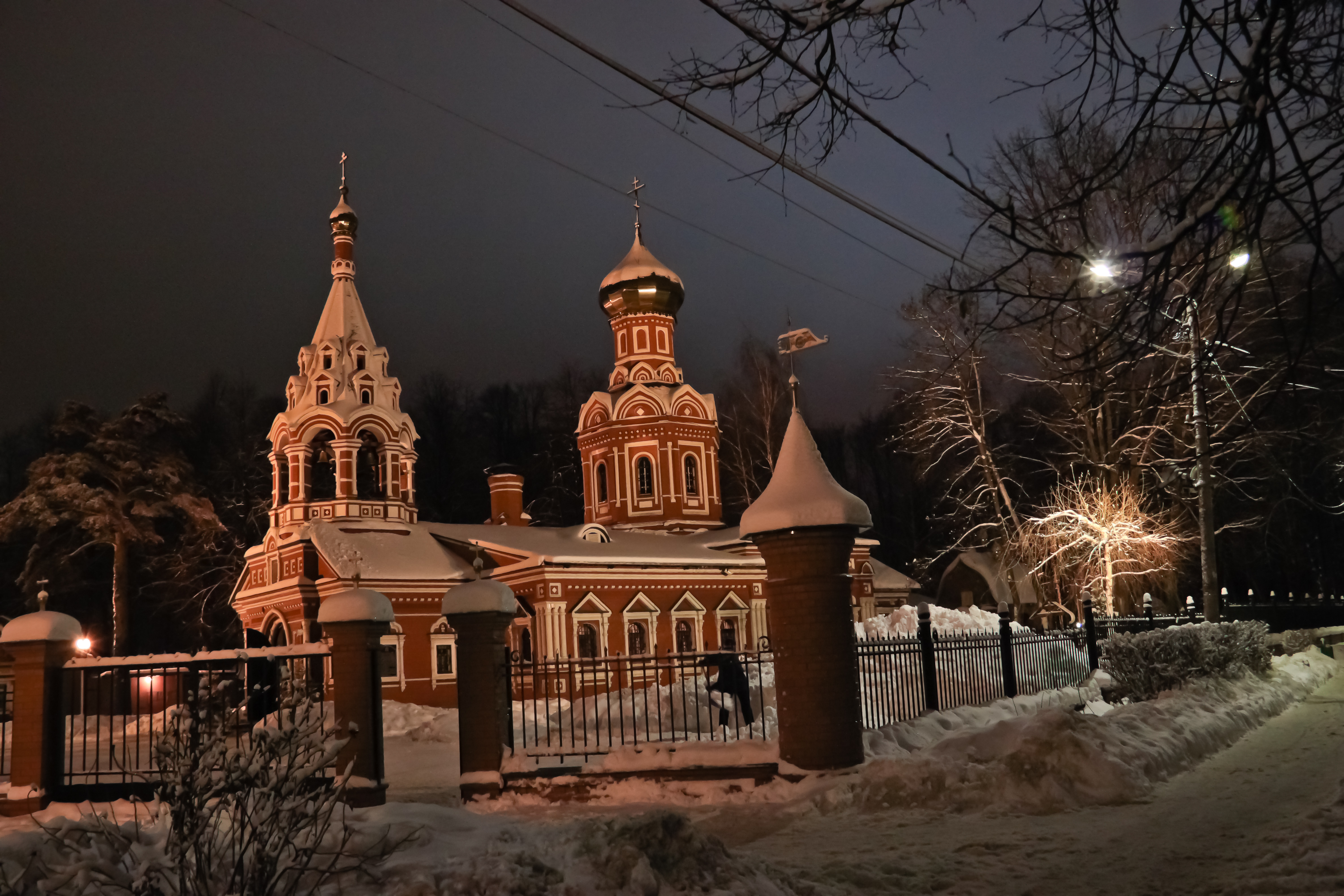
Знаменський храм узимку
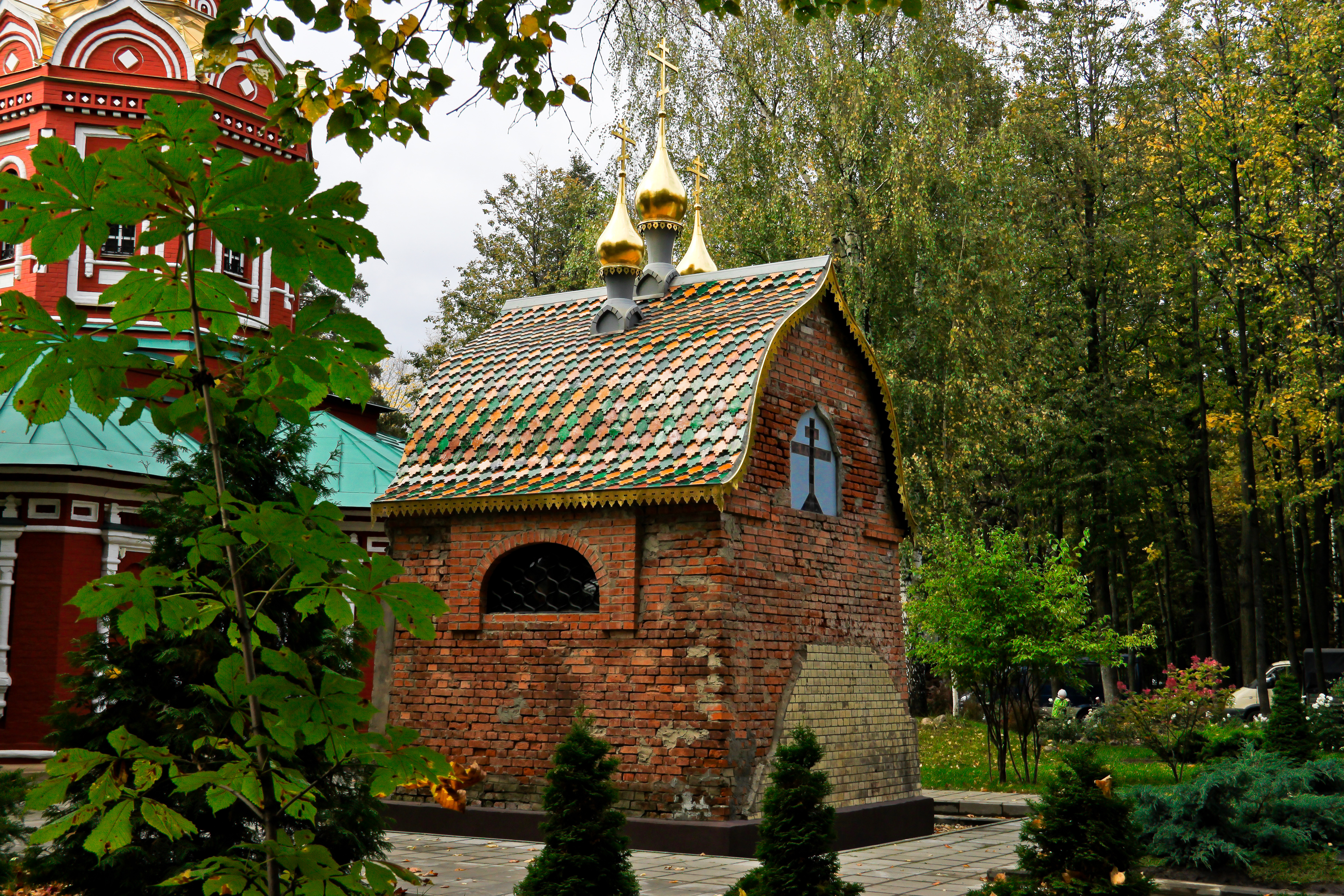
Каплиця-усипальниця Полякових
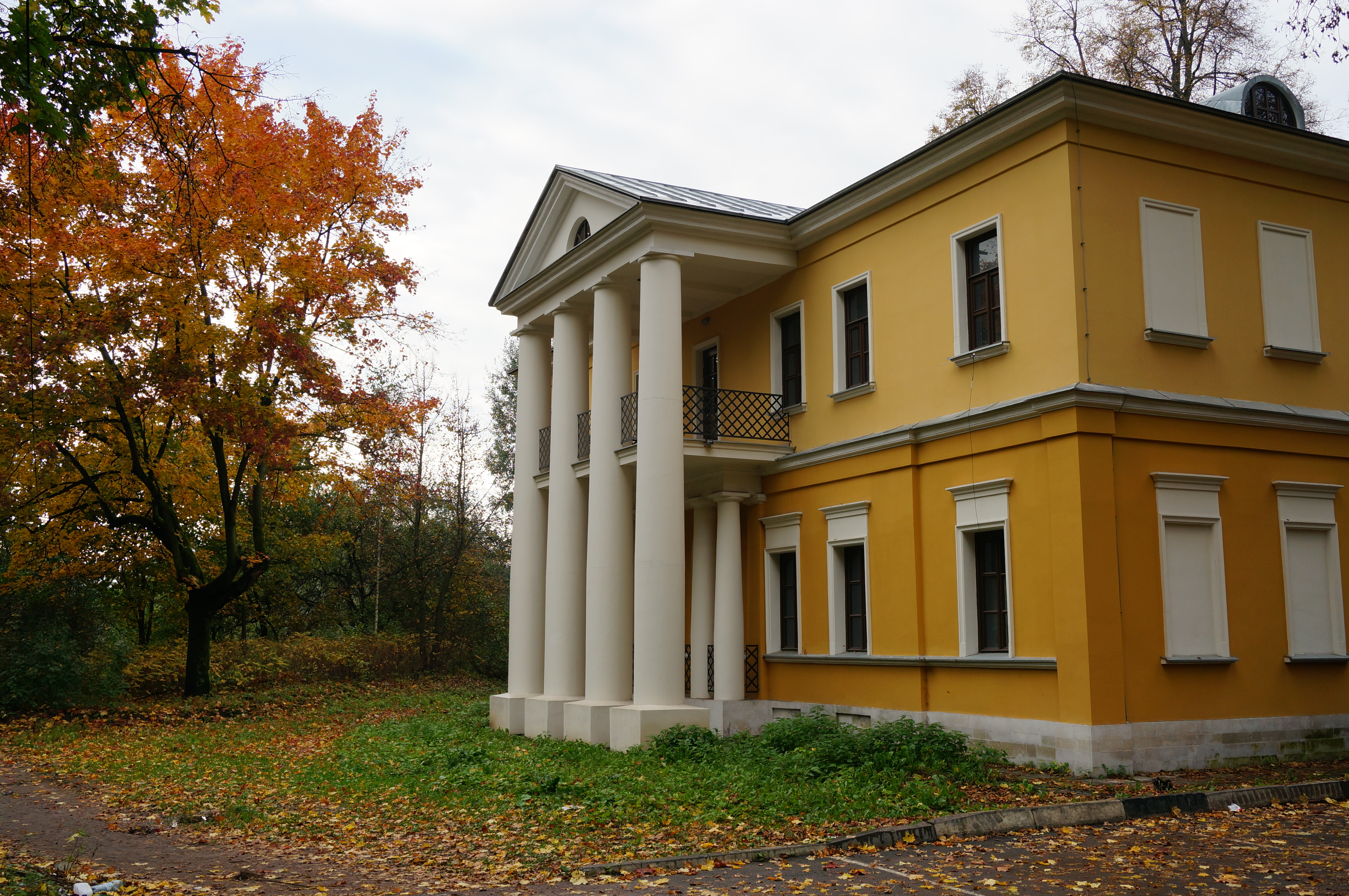
Західний флігель
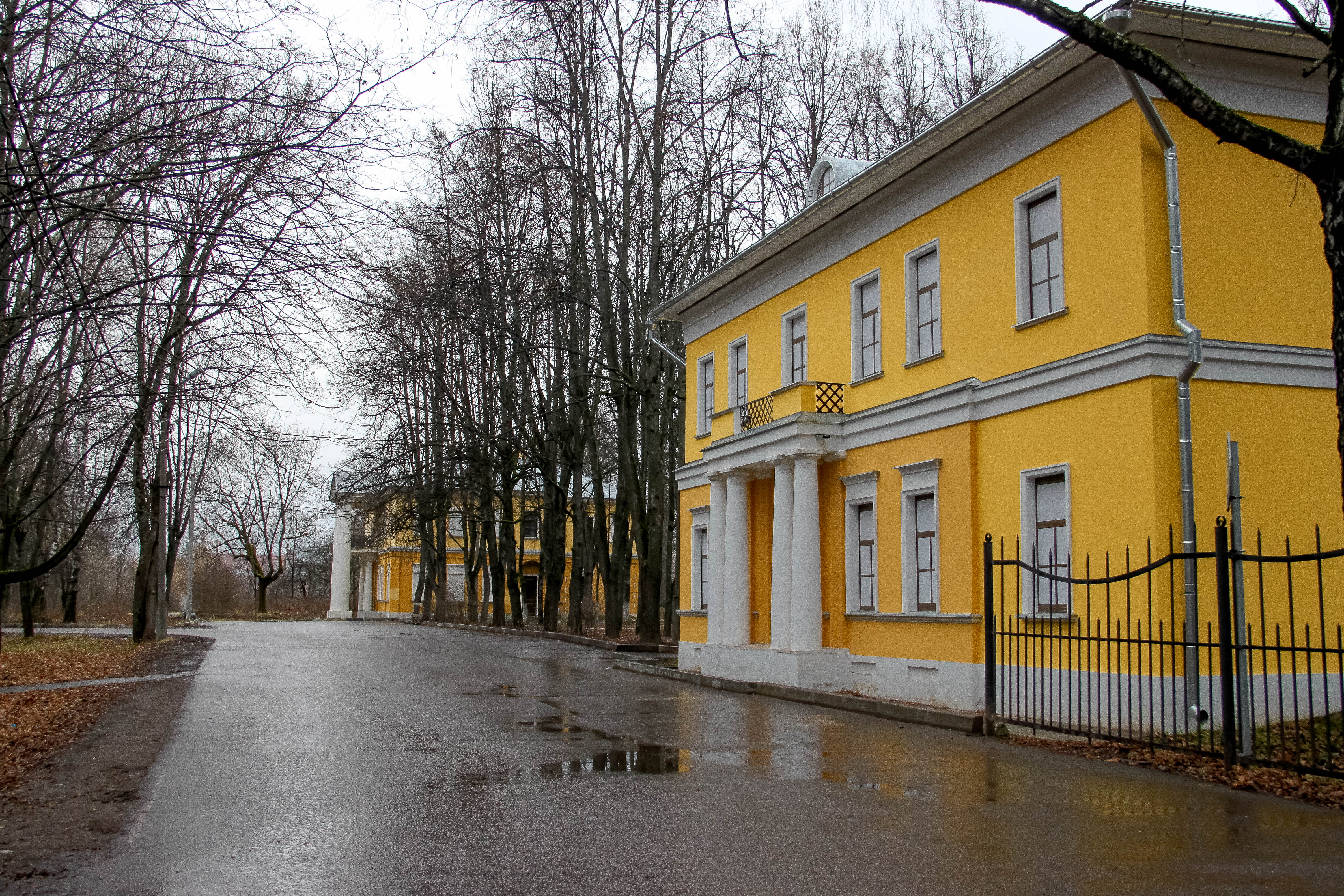
Східний флігель
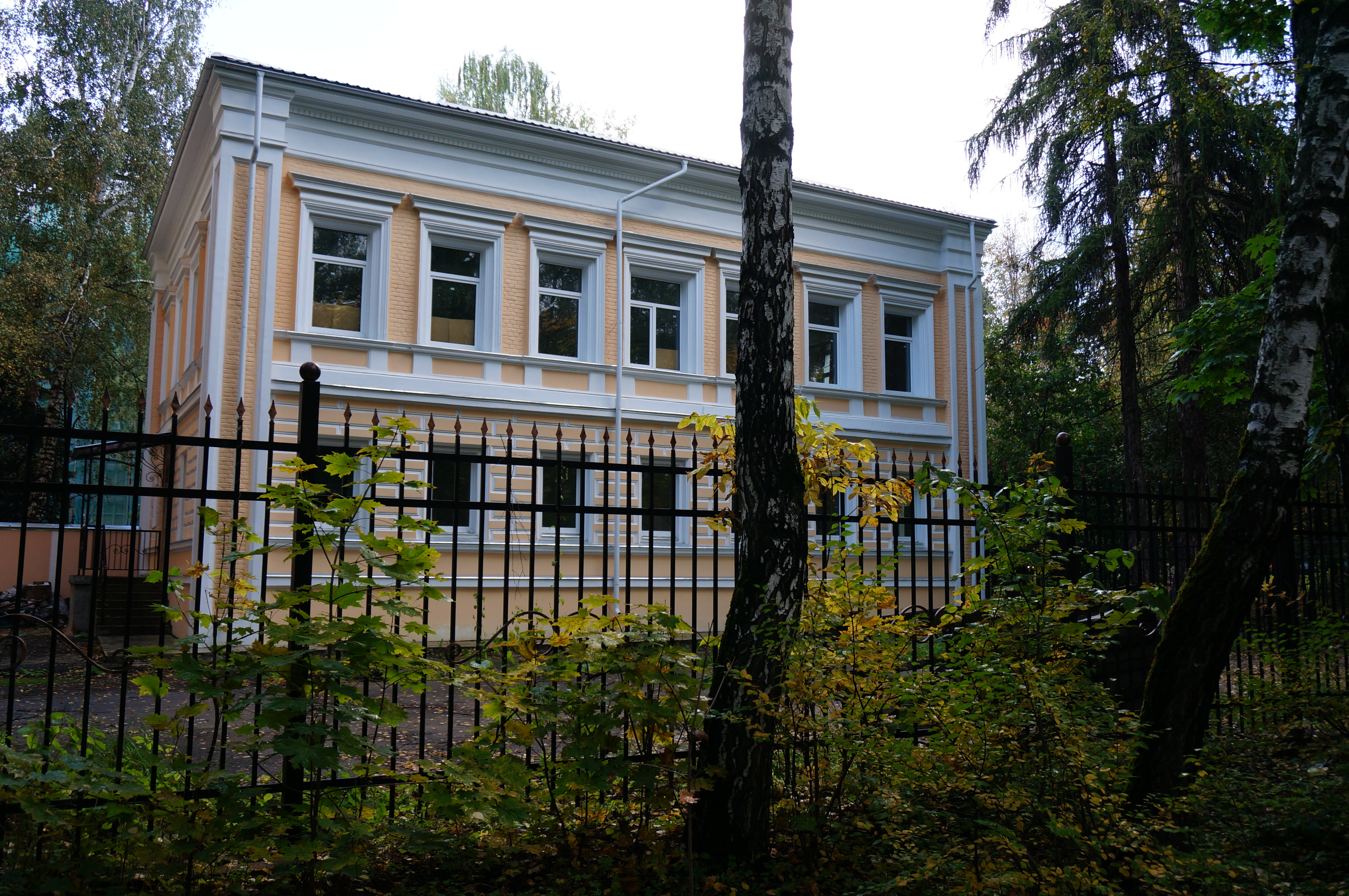
Будинок управителя (за шосе)
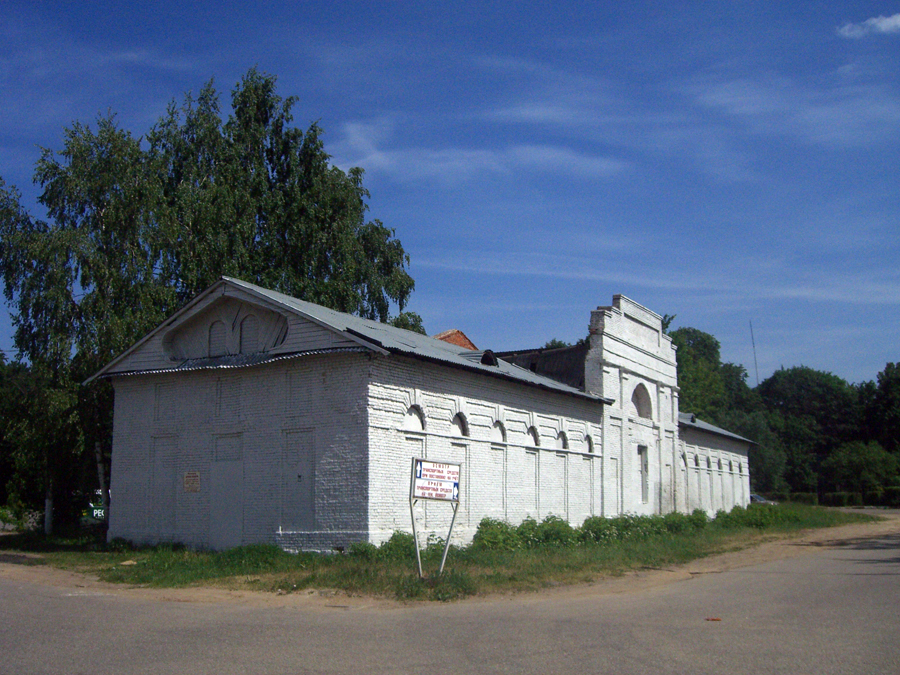
Кінний двір
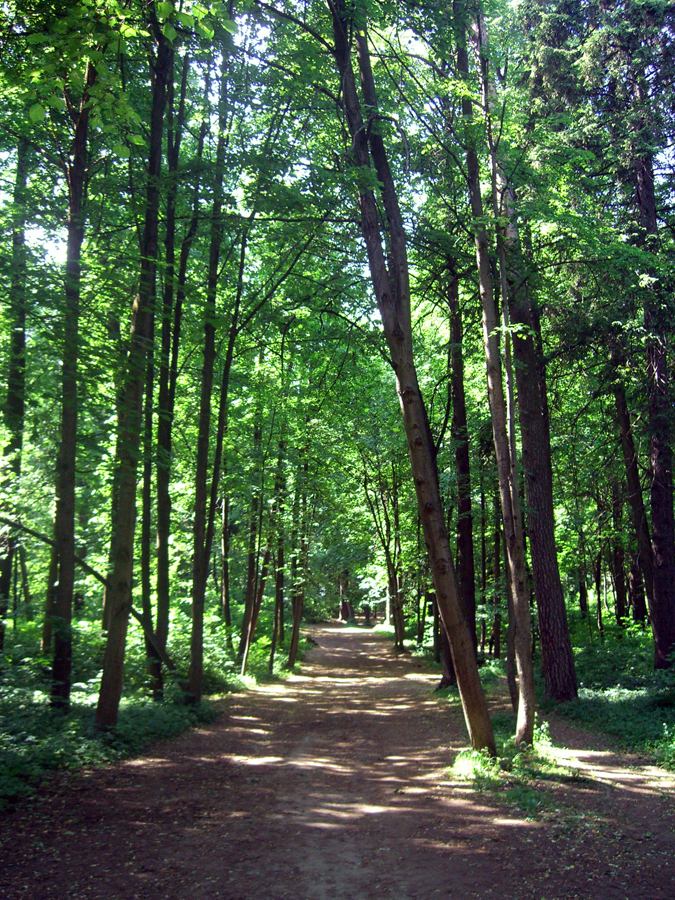
У садибному парку